# Östergötlands runinskrifter 30
Östergötlands runinskrifter 30 är en runsten av rödgrå granit några meter in från vägkanten norr om Tåby i Tåby socken. Bredvid står runstenen Ög 29.

## Inskriften
Runor:
 ᛬ ᛋᛁᚴᛋᛏᚽᚾ ᛬ ᛚᚽᛏ ᛬ ᚱᛅᛋᛏᛁ ᛬ ᛋᛏᛅᛁᚾ ᛬ ᚦᚽᚾ᛫᛫᛫ ᛬ ᚽᚠᛏᛁᛦ ᛬ ᛁᚴᚢᛅᚱ ᛬ ᛋᚢᚾ ᛬ ᛋᛁᚾ ᛬ ᚼᛅᚾ ᛬ ᚢᛅᚱᚦ ᛬ ᛅᚢᛋᛏᚱ ᛬ ᛏᛅᚢᚦᚱ ᛬
Translitterering:
: siksten : let : rasti : stain : þe(n)... : eftiR : ikuar : sun : sin : han : uarþ : austr : tauþr :
Normaliserad:
Sigstæinn let ræisa stæin þenn[a] æftiR Ingvar, sun sinn. Hann varð austr dauðr.
Nusvenska:
Sixten lät resa denna sten efter Ingvar, sin son. Han blev död österut.
Runstenen kan utifrån drakhuvudet som är sett uppifrån dateras till 1010-1050.